# Derrybeg
Derrybeg (iriska: Doirí Beaga) är en ort i republiken Irland.   Den ligger i grevskapet County Donegal och provinsen Ulster, i den norra delen av landet, 230 km nordväst om huvudstaden Dublin. Derrybeg ligger 15 meter över havet och antalet invånare är 1 553.
Terrängen runt Derrybeg är platt åt nordväst, men åt sydost är den kuperad. Havet är nära Derrybeg åt nordväst.Runt Derrybeg är det ganska glesbefolkat, med 26 invånare per kvadratkilometer. Närmaste större samhälle är Gweedore, 5,2 km sydost om Derrybeg. Trakten runt Derrybeg består i huvudsak av gräsmarker.